# 林覺
林覺（生卒年不詳），為中國十九世紀中期之後的書畫家。籍貫不明，有台灣出生或福建泉州出生兩種說法。

## 簡介
林覺為十九世紀中期至末期的清代水墨畫家，活動範圍多在今台灣的臺南、嘉義和新竹等地:94。擅長花鳥、人物、山水、動物等題材，他書法與繪畫風格類似揚州八怪之一的黃慎，畫風被學者認為有「閩習」的氣質:94-95:16-20，41-50。林覺繪畫中的鳥類常見八哥、水鴨、喜鵲等，人物畫題材則有民俗生活，如，放牛圖、歸漁圖，和民間故事。根據《大東書畫集》的記載，林覺晚年善用禿筆及乾燥的甘蔗纖維作畫。林覺也繪製寺廟壁畫，但從清代至今，歷經人為和自然因素及經修繕改建後，目前已不復存在，僅有數件紙本水墨作品留存:1，畫作上常有「鈴子」、「鈴子覺」或「鈴子林覺」簽名。

## 作品

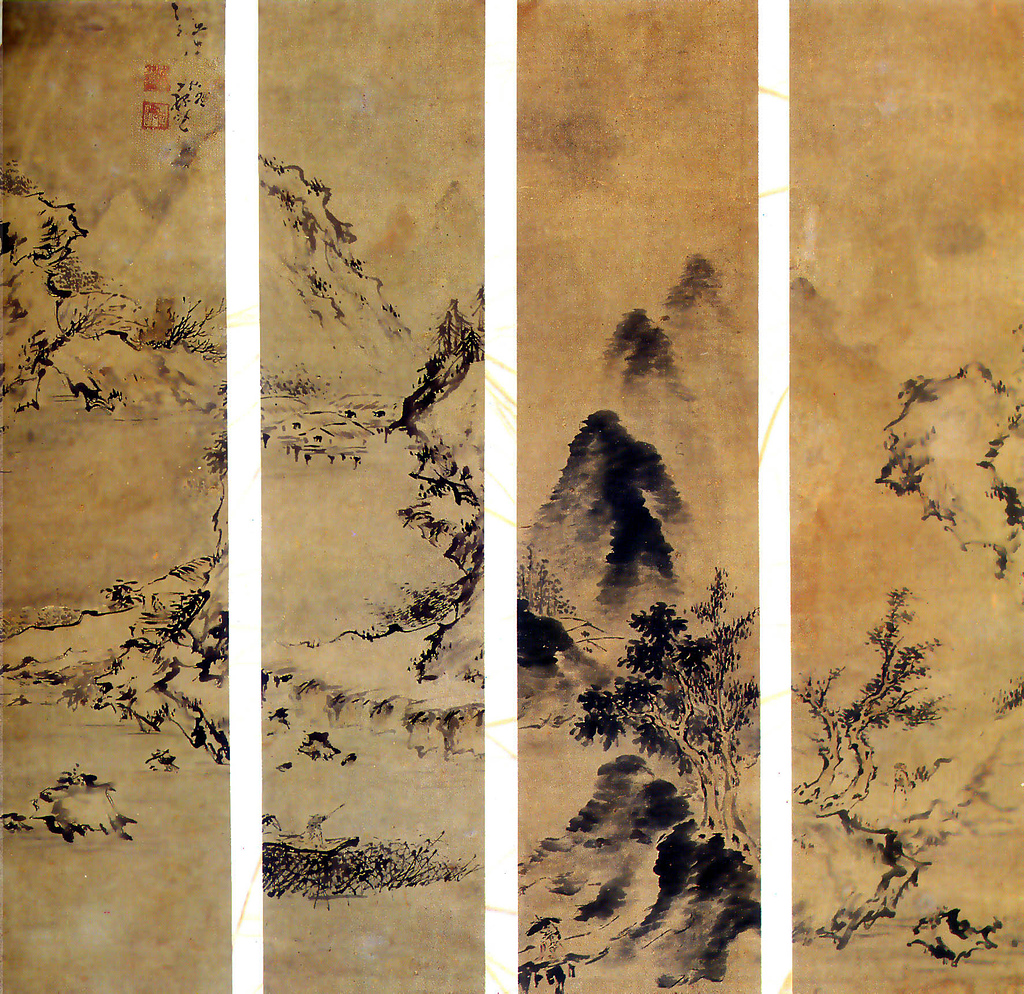
《四季山水》
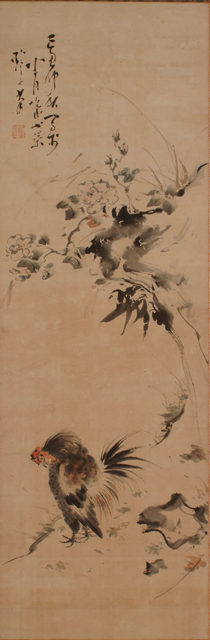
《雄雞》